# Karl Kuus
Karl Kuus (2 novembre 1995) è un ex sciatore alpino canadese.

## Biografia
Specialista delle prove tecniche attivo dal dicembre del 2010, in Nor-Am Cup Karl Kuus ha esordito il 6 dicembre 2011 a Nakiska in supergigante (54º), ha conquistato il miglior risultato l'8 febbraio 2019 a Sun Valley in slalom gigante (8º) e ha preso per l'ultima volta il via il 5 febbraio 2020 a Mont-Édouard nella medesima specialità, senza completare la prova; si è ritirato durante la stagione 2022-2023 e la sua ultima gara è stata uno slalom speciale FIS disputato il 4 gennaio a Mount St. Louis Moonstone. Non ha debuttato in Coppa del Mondo e non ha preso parte a rassegne olimpiche o iridate.

## Palmarès

### Nor-Am Cup
- Miglior piazzamento in classifica generale: 42º nel 2019

### Campionati canadesi
- 1 medaglia:
  - 1 bronzo (slalom speciale nel 2022)